# François Daenen
François Daenen (ur. 25 sierpnia 1919 w Montegnée – zm. 16 kwietnia 2001 w Huy) – belgijski piłkarz grający na pozycji bramkarza. Był reprezentantem Belgii.

## Kariera klubowa
Całą swoją piłkarską karierę Daenen spędził w klubie Tilleur FC. Zadebiutował w nim w sezonie 1941/1942 w pierwszej lidze belgijskiej i grał w nim do 1955 roku.

## Kariera reprezentacyjna
W reprezentacji Belgii Daenen zadebiutował 15 grudnia 1945 w wygranym 2:1 towarzyskim meczu z Francją, rozegranym w Brukseli. W swojej karierze grał w eliminacjach do MŚ 1954. Od 1945 do 1953 rozegrał w kadrze narodowej 17 meczów.